# Мавритания
Мавритания (на арабски: موريتانيا), официално Ислямска република Мавритания, е държава в северозападна Африка. Граничи с Алжир на североизток, Западна Сахара на север и северозапад, Мали на изток и югоизток, Сенегал на югозапад, и Атлантическия океан на запад. Страната е наречена на древното берберско царство Мавритания. Столица и най-голям град е Нуакшот.

## География
Със своите 1 030 700 км², Мавритания е на 28-о място по големина в света. Площта на страната е приблизително колкото тази на Египет. Теренът е почти изцяло пустинен, на места с каменисти възвишения и скали.
Планинските масиви и платата са концентрирани в централната част на страната. Най-високият връх е Кедиет Иджил, с височина от 915 м над морското равнище. Най-ниската точка е басейнът на соленото езеро Себкхет Те-н-Дгхамча – 5 метра под морското равнище. Между бреговата линия и планинските райони се простират обширни глинести равнини (регове) или равнинни местности, покрити с пясъчни дюни (ергове). Североизточните пустинни райони са познати под името Ел Джуф (пуст ъгъл). Единственото селище там е Шега, което няма постоянно население (с изключение на малка армейска част), а средните годишни валежи са приблизително равни на нула.
Климатът е пустинен, с редки валежи и постоянно високи температури. Валежните количества около басейна на река Сенегал са между 500 и 600 мм годишно, а в останалите две-трети от страната – под 100 мм. Дъжд вали единствено през влажния сезон, между юли и септември. Характерен за Мавритания е силният, сух вятър харматан, който разнася пустинните пясъци на големи разстояния, които често засипват пътищата. Природните ресурси включват желязна руда, гипс, медна руда, фосфати, диаманти, злато и нефт.
Мавритания има общо 5074 км граници, от които:
- 2237 км с Мали;
- 1561 км със Западна Сахара;
- 813 км със Сенегал;
- 463 км с Алжир.

Бреговата ивица е с дължина 754 км.

## История

### Древна история
Мавританската история може да се проследи до 3 век след Христа, когато берберите саханджа от Северна Африка се преместват на юг, последвани от арабите през 7 – 8 в.

### Мюсюлмански период
До 15 век местните народи стават жертва на вторично арабско нашествие, но в същото време прониква и политическата култура на черните държави от западен Судан – Гана, Мали и Сонгхай.

### Във Френската колониална империя
През 1920 г. Мавритания е обявена за колония на Франция; от 1946 – за „задморска територия“.

### Независима Мавритания
През 1960 е провъзгласена независимостта на Мавритания. През 1978 властта в страната преминава в ръцете на военен комитет за национално възраждане (ВКНВ). Действието на конституцията е прекратено, разпуснато е правителството, парламентът, обществените организации. Следват няколко преврата. Последният военен преврат, в резултат на който на власт идва „Военен съвет в името на справедливостта и демокрацията“, става на 5 август 2005 г. Мавритания е член на Лигата на арабските държави, Организацията на африканско единство и ООН.

## Население
Към юли 2008 година населението на Мавритания се изчислява на 3 364 940 души. Средната възраст на населението е 17,2 години, като за мъжете тя е 16,9 а за жените – 17,4 години. Прирастът за 2008 година възлиза на 2,852%. Продължителността на живота е средно 53,91 години. Процентът на заразените със СПИН е сравнително нисък – около 0,6% от населението, а детската смъртност е под средното ниво за Африка (66,95/1000). Повече от 80% са маври – народ със смесен арабско-берберски произход, живеещ в северните и централни райони на страната. Официалният език е арабският, въпреки че населението основно говори на негов местен бедуински диалект – хасания. Широко разпространен е и френският език. Почти 100% от населението изповядва сунитски ислям.

## Държавно управление

### Държавно устройство
Мавритания официално е ислямска република. В държавното управление на страната голяма роля играе племенната принадлежност на политическите водачи. Министерството на вътрешните работи отговаря за държавната администрация и е конструирано по френски модел. Мавритания е участвала в споровете относно статута на Западна Сахара и е правила няколко неуспешни опита за анексирането ѝ. Почти през цялото си съвременно съществуване страната е била управлявана от военни правителства, всяко сменящо предхождащото го посредством преврат. Първото демократично гласуване за президент от 1960 година насам е проведено на 11 март 2007, което поставя края на военното управление след преврата от 2005 година. За президент е избран Седи Улд Шейх Бубакар.

### Административно деление
Мавритания е разделена на 12 вилаета и столичен окръг, включващ столицата на страната град Нуакшот. Вилаетите се подразделят на общо 44 департамента.
| Вилает         | Столица            |
| -------------- | ------------------ |
| Адрар          | Атар               |
| Асаба          | Кифа               |
| Бракна         | Алак               |
| Дахлет Нуадибу | Нуадибу            |
| Куркул         | Каеди              |
| Кудимага       | Сей Валад Али Баби |
| Худ-аш-Шарки   | Нема               |
| Худ-ал-Гарби   | Аюн ел Атрас       |
| Иншири         | Акжужт             |
| Такант         | Тиджикжа           |
| Тирис Замур    | Зуерат             |
| Трарза         | Росо               |

## Стопанство
Мавритания е слабо развита аграрна страна. Първоначално е част от Западноафриканската парична общност, но се оттегля през 1973. Банковият сектор страда значително в края на 70-те и началото на 80-те години, но впоследствие е подсилен с помощта на Световната банка.
Основните икономически отрасли са скотовъдството, риболовът и най-вече добивът на желязо, чийто износ допринася за близо 50% от приходите на Мавритания. Отглеждат се едър рогат добитък, овце, кози и камили. В оазисите се отглеждат финикови палми. Има четири основни вида земеделие: дъждовно (диери), приливно (уало, около река Сенегал), оазисно и поливно. Мавритания, заедно с Мадагаскар, е една от двете страни в света, чиято основна парична единица не се дели на 100 или 10 по-малки. Платежната единица е 1 угия, която се равнява на 5 хуми.
Изнасят се желязна руда, риба и рибни продукти, и в по-малка степен злато. Внасят се продукти на тежкото машиностроене, транспортно оборудване, строителни материали, потребителски стоки.
Основни търговски партньори са Франция, Испания, Италия, Белгия, Германия, Япония.